# سینما بهمن (ملایر)
سینما بهمن یک سینما در شهر ملایر، ایران است.
این سینما که متعلق به حوزه هنری می‌باشد در سال ۱۳۵۰ افتتاح شده‌است. این سینما در سال ۱۳۹۳ به صورت دیجیتال شده‌است